# Gabino Miranda Melgarejo
Gabino Miranda Melgarejo, (Pichirhua, 19 de febrero de 1960) es un exsacerdote y exobispo católico peruano perteneciente a la Sociedad Sacerdotal de la Santa Cruz. Fue obispo auxiliar de Ayacucho. Fue reducido al estado laical en 2013 por comisión de abuso sexual infantil.

## Biografía
Gabino nació el 19 de febrero de 1960, en el pueblo de Piscaya, del distrito peruano de Pichirhua, Apurímac.
Realizó su formación en el Seminario Menor y Mayor de Abancay, donde realizó los estudios eclesiásticos.
En 2003, tras realizar estudios en la Universidad de Navarra, obtuvo la licenciatura en Teología.

### Sacerdocio
Su ordenación sacerdotal fue el 17 de diciembre de 1987, incardinándose en la diócesis de Abancay.
- Vicario parroquial de San Jerónimo de Andahuaylas (1988-1990).
- Vicario parroquial de Santa Catalina de Curahuasi (1990-1995).
- Rector del Seminario Mayor y párroco de la catedral de Ayacucho (1995-2001).
- Vicario parroquial de San Francisco de Chuluanca (2001).
- Párroco de Santiago Apóstol de Talavera (2003-2004).

### Episcopado
El 3 de julio de 2004, el papa Juan Pablo II lo nombra obispo titular de Usala y obispo auxiliar de Ayacucho. Es ordenado obispo el 21 de agosto de 2004 por el arzobispo Luis Abilio Sebastiani Aguirre.
Fue destituido fulminantemente el 24 de mayo de 2013 y está reducido al estado laico  "por comportamiento sexual inapropiado contra varios menores" por el papa Francisco en julio de 2013,.